# Kenneth Carpenter (atleta)
Kenneth Carpenter (Compton, Estados Unidos, 19 de abril de 1913-15 de abril de 1994) fue un atleta estadounidense, especialista en la prueba de lanzamiento de disco en la que llegó a ser campeón olímpico en 1936.

## Carrera deportiva
En los JJ. OO. de Berlín 1936 ganó la medalla de oro en el lanzamiento de disco, con una marca de 50.48 metros, por delante de su compatriota Gordon Dunn (plata con 49.36m) y del italiano Giorgio Oberweger (bronce).

## Familia
Tiene 2 sobrinos :Richard Carpenter nacido en 1946 y en 1950 a Karen Carpenter fallecida en 1983